# NGC 3213
NGC 3213 (другие обозначения — UGC 5590, MCG 3-27-4, ZWG 94.8, PGC 30283) — спиральная галактика в созвездии Льва. Открыта Эдуардом Стефаном в 1883 году.
Этот объект входит в число перечисленных в оригинальной редакции «Нового общего каталога».
Галактика NGC 3213 входит в состав группы галактик NGC 3227. Помимо NGC 3213 в группу также входят ещё 15 галактик. Галактика находится в 160 килопарсеках в проекции от одной из приливных структур в галактике NGC 3227 и имеет такую же лучевую скорость, что может указывать на их связь, однако точности данных пока недостаточно, чтобы утверждать об этом.